# گونار اولسون (ورزشکار)
گونار اولسون (انگلیسی: Gunnar Olsson؛ زادهٔ ۲۶ آوریل ۱۹۶۰) قایقران کایاک، و قایقران کانو اهل سوئد است.